# Bo Ehnbom
Bo Karl Georg Ehnbom, född 28 mars 1899 i Örtofta församling, Malmöhus län, död 13 februari 1985, Lidingö församling i Stockholms län, var en svensk ingenjör.

## Biografi
Ehnbom avlade filosofie kandidatexamen vid Lunds universitet 1921 och civilingenjörsexamen vid Kungliga Tekniska högskolan i Stockholm 1925. Han var laboratorieingenjör vid Platen-Munters’ Refrigerating Co 1926–1941 och bidrog under denna tid med flera uppfinningar rörande kylaggregat och gasbrännare. Han deltog som frivillig i finska vinterkriget. År 1941 utnämndes han till arméingenjör och 1948 armédirektör av första graden, varefter han tjänstgjorde i Tygavdelningen i Arméförvaltningen: först som sektionschef i Vapenbyrån och sedan som chef för Första vapenbyrån 1951–1954. ”Han var en framstående teoretiker gällande luftvärnet. Ehnbom ställde höga krav på mångsidighet i instrumenteringen. Särskilt gällde detta 1948 års 40 mm luftvärnsautomatkanon. Ehnbom intresserade sig också för eldledningen hos den tyngre 12 cm kanonen. Snart nog kom robotvapnet, vilket gjorde det tyngre luftvärnet föråldrat.” Han var 1946–1949 lärare i materiel- och konstruktionslära vid Artilleri- och ingenjörhögskolan. Åren 1954–1964 var han arméöverdirektör och chef för Verkstadsavdelningen i Armétygförvaltningen tillika chef för Tygtekniska kåren. ”Som chef för de militära verkstäderna genomförde Ehnbom rationalisering av hela organisationen, vilket även ledde till bildandet av regionala förrådsledningar. Han sörjde också för en kvalificerad rekrytering till arméingenjörsorganisationen, bl. a. genom att yngre arméingenjörer kunde bli kommenderade till de tekniska högskolorna. Han borttog också de tidigare påfallande bristerna i fältreparationstjänsten.” Ehnbom inträdde 1964 i reserven med generalmajors tjänsteklass.
Bo Ehnbom invaldes 1949 som ledamot av Kungliga Krigsvetenskapsakademien. Han är begravd på Södra kyrkogården i Kalmar.

## Utmärkelser
- Riddare av Vasaorden, 1952.[12]
- Kommendör av Nordstjärneorden, den 6 juni 1958.[13]